# Marija Alekszandrovna Blank
Marija Alekszandrovna Uljanova, született Marija Alekszandrovna Blank (Мария Александровна Ульянова, Бланк; Kokuskino, 1835. március 6. – Petrográd, 1916. július 25.) Lenin anyja.
Uljanova egy tehetős, zsidó vallásból kikeresztelkedett orvos egyik lánya volt. Anyja részben svéd, részben német származású volt.
Tanulmányait otthon végezte. A német, francia és angol nyelvek mellett még az orosz és a nyugati kultúra irodalmát is tanulta. 1863-ban Uljanova fokozatot szerzett és iskolai tanár lett. Élete java részét gyermekeivel töltötte.
Marija Uljanova számottevő bátorságot és akaraterőt mutatott az életét sorra érő tragédiák fényében, amik a következők voltak: férje, Ilja Uljanov 1886-os halála, fia, Alekszandr Uljanov 1887-es  törvényes kivégzése, Olga lányának 1891-es halála és a család férfi tagjainak rendszeres letartóztatása és száműzetése.